# Touxion
Touxion era una leggendaria metropoli sannita del II secolo a.C., sede del più importante centro giuridico e di una mitica statua di Venere dell'antico Sannio. Occupava un ruolo di netta preminenza su tutte le più rinomate città del Sannio poiché era la sede del più grande touto - il centro dove si amministrava la giustizia - nonché del capo supremo dello Stato sannita, il meddix tuticus. La sua ubicazione è tuttora sconosciuta; alcuni storici antichi comunque parlando di essa si riferivano ad Aequum Tuticum.

## Ubicazione
Lo Pseudo-Plutarco dell'età di Traiano e Cicerone parlarono nei loro scritti di un'altra città sannita, Aequum Tuticum, chiamandola però proprio con il nome di "Touxion". Ad Aequum Tuticum si trovava un'altra statua venerata dai Sanniti, la Venus Victrix, che aveva caratteristiche del tutto similari all'Afrodite Nicefora. Inoltre anche Aequum Tuticum, come Touxion, era una metropoli, ed ancora anche ad Aequum Tuticum si trovava un Touto. Per tali motivi una delle ipotesi più accreditate è che Touxion fosse la antica Aequum Tuticum.

## La statua di Venere
A Touxion si trovava una grandiosa statua di Venere - l'Afrodite Nicefora di Touxion - veneratissima da tutto il popolo sannita. Attorno ad essa si riunivano per effettuare riti propiziatori gli eserciti sanniti, talmente temuti ed imbattibili da essere condannati da Roma alla damnatio memoriae. Tale Venere era infatti conosciuta come "la dea apportatrice di vittoria".
Durante la Terza guerra sannitica, nel 292 a.C., all'epoca della battaglia di Aquilonia, l'Afrodite Nicefora venne portata a Roma come bottino di guerra dal console romano Quinto Fabio Massimo Gurges e da suo figlio, il proconsole Fabio Fabriciano.